# Shining Star (album)
Pour les articles homonymes, voir Shining Star.
Albums de Jerry García Band
Don't Let Go
(2001) Pure Jerry: Theatre 1839, July 29 and 30, 1977
(2004)
Shining Star est un double CD proposant une compilation de morceaux enregistrés sur scène par le Jerry García Band. Publié le 21 mars 2001, il intègre des enregistrements de scène du groupe exécutés entre 1989 et 1993.

## Musiciens
- Jerry Garcia, guitare.
- Gloria Jones, chœurs.
- John Kahn, Basse.
- David Kemper, batterie.
- Jackie LaBranch, chœurs.
- Melvin Seals, Claviers

## Liste des titres

### CD 1
1. Shining Star (Leo Graham, Paul Richmond)
2. He Ain't Give You None (Van Morrison)
3. I Second That Emotion (Al Cleveland, Smokey Robinson)
4. Money Honey (Jesse Stone)
5. Strugglin' Man (Jimmy Cliff)
6. Russian Lullaby(Irving Berlin)
7. Everybody Needs Somebody to Love (Bert Berns, Solomon Burke, Jerry Wexler)

### CD 2
1. Let's Spend the Night Together (Mick Jagger, Keith Richards)
2. Mississippi Moon (Peter Rowan)
3. Let it Rock (Chuck Berry)
4. When the Hunter Gets Captured by the Game (Robinson)
5. Ain't No Bread in the Breadbox (Norton Buffalo)
6. Positively 4th Street (Bob Dylan)
7. The Maker (Daniel Lanois)
8. Midnight Moonlight (Rowan)